# 上田倫子
上田 倫子（うえだ りんこ、本名、上田 倫子（うえだ ともこ）、1970年9月30日 - ）は、日本の漫画家。女性。奈良県天理市出身。血液型はA型。
1986年、『マーガレット』（集英社） に掲載の「花の日にあいたい」でデビュー。以後、同誌を中心に活躍。学園生活や戦国時代など、さまざまな時代設定の少女漫画作品を描く。代表作は『キッスは瞳にして』『リョウ』『月のしっぽ』など。
また、2009年には『りぼん』（同）5月号と6月号にスペシャルゲストとして「超特急☆ぴよっこ」を掲載した。2012年から『マーガレット』にて、剣道少女が戦国時代にタイムスリップし、真田幸村と共に戦う「戦国ラブスペクタクル」作品『さくら十勇士』を連載中。
ラジオ番組『サイキック青年団』のリスナーでゲスト出演も果たした。

## 略歴
- 1986年 - 中学卒業間近に描いた作品「花の日にあいたい」[2]が『マーガレット』に掲載されデビュー。
- 1989年 - 京都の美術短期大学に入学するが、漫画家活動との両立が困難となり2週間で中退[2]。漫画家活動に専念する。初の連載作品『同じ夢をかぞえて』を発表。

## 作品
- 君にボタンの涙（1988年、マーガレット） - 同名の短編集（1988年、集英社）に収録。
- 同じ夢をかぞえて（1989年） - 単行本全1巻（1989年、集英社）
- プリズムが恋人 - 単行本全2巻（1989年 - 1990年、集英社）
- キッスは瞳にして - 単行本全10巻（1990年 - 1993年、集英社）
- 新学園天国（1993年 - 1995年、マーガレット） - 単行本全7巻（1993年 - 1995年、集英社）
- リョウ（1995年 - 1999年、マーガレット） - 単行本全13巻（1996年 - 1999年、集英社）、文庫コミック版全8巻（2005年 - 2006年、集英社）
- ホーム（2000年、マーガレット） - 単行本全2巻（2000年、集英社）
- パンプアップ! - 単行本全1巻（2001年、集英社）
- 月の吐息愛の傷 - 単行本全1巻（2002年、集英社）
- 月のしっぽ - 単行本全15巻（2003年 - 2007年、集英社）
- 裸足でバラを踏め（2007年 - 2012年、マーガレット） - 単行本全9巻（2008年 - 2012年、集英社）
- さくら十勇士（2012年 - 2013年、マーガレット） - 単行本全2巻（2013年、集英社）
- ホイクメン!（2012年 - 連載中（シリーズ）、YOU） - 単行本未刊行。
- 蘭と葵（2016年 - 2019年（シリーズ）、YOU） - 単行本全7巻（2016年 - 2019年、集英社）
- ヴァンパイアの後妻（2023年 - 2024年、マンガMee） - 電子書籍 分冊8巻（2024年、集英社）